# Centaurea consanguinea
Centaurea consanguinea — вид рослин роду волошка (Centaurea), з родини айстрових (Asteraceae).

## Опис рослини
Це багаторічна рослина 35–70 см, рясно розгалужена приблизно від основи, з розлогими гілками. Листки ± голі; нижні й серединні перисторозділені з кількома віддаленими лінійними сегментами шириною 1–3 мм; верхні прості. Квіткові голови зазвичай 2–3 разом у невеликі скупчення на кінці гілок. Кластер філаріїв (приквіток) 8–9 × 3–5 мм, від довгастого до веретеноподібного; придатки великі, розлогі, солом’яного кольору, іноді з коричневою або пурпурною плямою. Квітки пурпурні. Сім'янки 3–3.5 мм; папуси 1–2 мм. Період цвітіння: червень — серпень.

## Середовище проживання
Ендемік Туреччини. Населяє степові, сухі та скелясті схили на висотах від приблизно рівня моря до 1600 метрів.